# 马永平
马永平（1970年8月—），河北保定人，回族，中国民主同盟盟员。中华人民共和国政治人物、第十三届全国人民代表大会河北地区代表。

## 生平
2018年2月24日，当选为第十三届全国人大代表。